# Mystère bouffe
Mystère bouffe (Mistero buffo) est un spectacle de théâtre de Dario Fo, joué pour la première fois en 1969, en Italie. Le spectacle se présente comme une « jonglerie populaire ».

## La pièce
Ce « mystère » est inspiré de textes italiens du Moyen Âge (principalement des XIIIe et XIVe siècles). Dans de longs prologues à la première personne, l’auteur/acteur/metteur en scène montre des images tirées de manuscrits ou de peintures murales médiévales et les commente, expliquant le contexte du texte qu'il va jouer. Il joue alors des textes mettant en scène des personnages bouffons sur fond de mystère christique. Un jongleur, un fou, des joueurs, un ivrogne ou un vilain y croisent un ange, la Vierge Marie, la mort elle-même, mais aussi des soldats, un chef des gardes et même le pape Boniface VIII (que Dante plaça en enfer et qui est ici représenté comme l’exemple même du détournement et du mépris du « véritable message christique » par l’Église catholique romaine). Une foule d’hommes et de femmes du peuple apparaissent et commentent les événements.

## Quelques aspects du spectacle
Seul en scène, face à un public assis par terre en cercle autour de lui, Dario Fo joue l’ensemble des rôles, intervient sans cesse dans son propre texte pour le commenter et faire participer le spectateur. Le spectacle change à chaque représentation, comprenant une grande partie d’improvisation, et le texte publié ne correspond donc que de manière très trompeuse à ce qui a réellement été représenté.
Une partie du texte (aspect perdu en traduction française) est d’ailleurs à l’origine en une langue artificielle, le grommelot, dont les intonations sont inspirées des dialectes de la plaine du Pô, mais dont les mots n’ont aucun sens précis même s'ils sont vaguement reconnaissables aux oreilles de l'auditeur (dans la tradition de la Commedia dell’arte).
Le but est donc de proposer un théâtre populaire, pour le peuple et émanant du peuple et de son histoire : à maintes reprises, Fo dénonce la déformation de l'histoire populaire par les élites et les savants, et la constitution d'une histoire officielle qui oublie les révoltes et les soulèvements populaires, qui passaient aussi par la dérision et le théâtre. Le propos général tend à exalter la mission de Jésus et à dénoncer ses détournements par les puissants de l’Église et du monde.
Emblématique des innovations théâtrales des années 1970, joué de nombreuses fois en Italie à partir de 1969, le spectacle fut aussi joué à plusieurs reprises à l'étranger, en particulier en France, par exemple devant les ouvriers de chez Lip.

## Création en langue française
La pièce a été créée en langue française, sous le titre Mistero buffo, en 1973 au Festival d'Avignon dans la cour d'honneur du Palais des papes, par le collectif Nouvelle Scène Internationale, dans une mise en scène d'Arturo Corso.

## Reprise
- 2010 : à la Comédie-Française, mise en scène Muriel Mayette, sous le titre Mystère bouffe et fabulages, où les jongleries de Mystère bouffe sont entrecoupées par une série de fabulages, récits ou contes hauts en couleur.

Interprétation
- Christian Blanc
- Yves Gasc
- Christian Hecq
- Catherine Hiegel
- Alexandre Pavloff
- Hervé Pierre
- Stéphane Varupenne
- Véronique Vella